# Deflexilodes tesselatus
Deflexilodes tesselatus är en kräftdjursart som först beskrevs av Schneider 1884.  Deflexilodes tesselatus ingår i släktet Deflexilodes och familjen Oedicerotidae. Inga underarter finns listade i Catalogue of Life.